# Jadwiga Szymczak

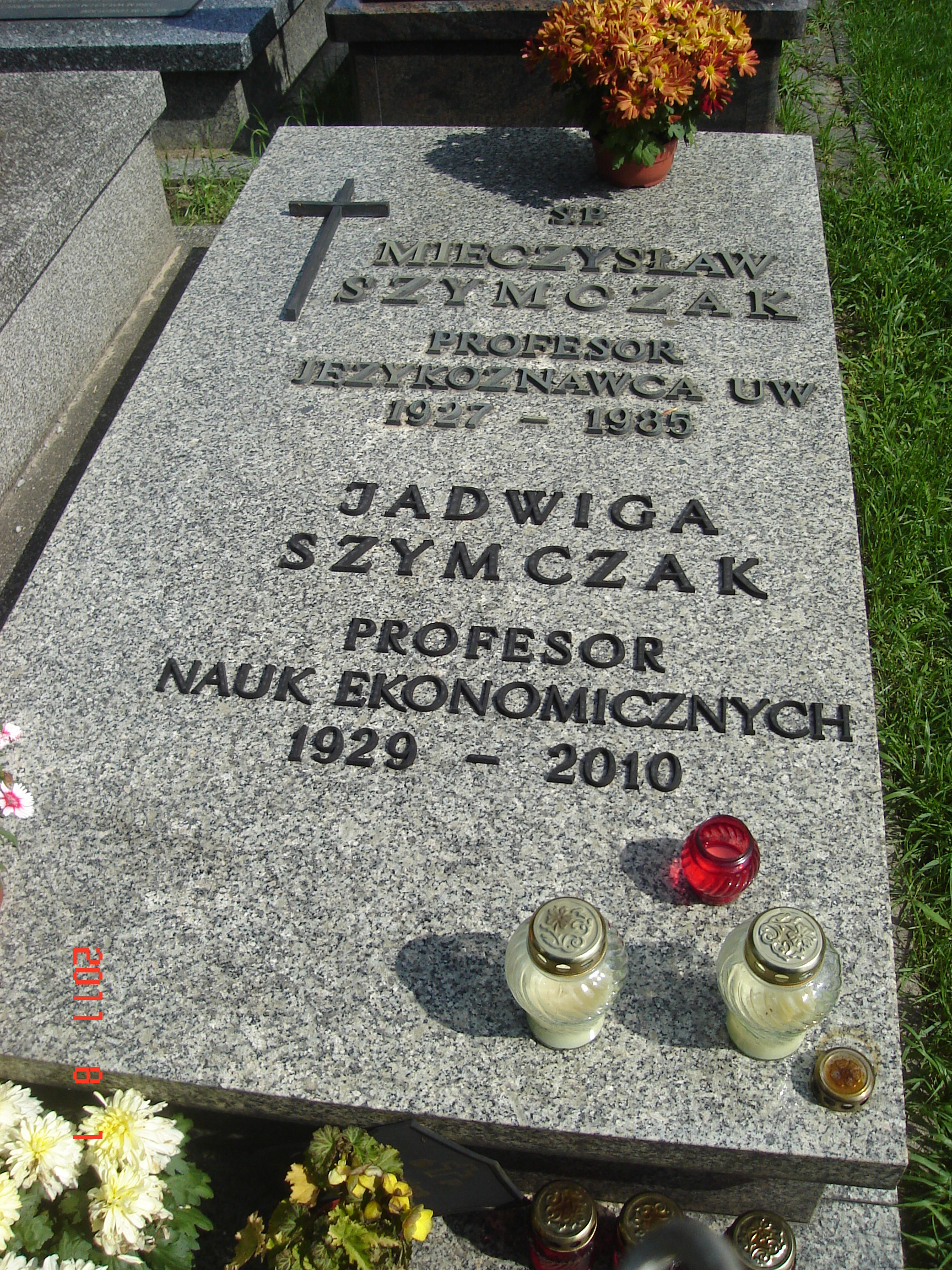
Grób Jadwigi i Mieczysława Szymczaków na Cmentarzu Wojskowym na Powązkach

Jadwiga Jolanta Szymczak z domu Kozak (ur. 13 maja 1929 w Łodzi, zm. 22 lipca 2010 w Warszawie) – polska ekonomistka, specjalistka w dziedzinie towaroznawstwa i badaniach rynku.

## Życiorys
Ukończyła Wyższą Szkołę Ekonomiczną w Łodzi, w 1954 obroniła pracę magisterską pod kierunkiem prof. Józefa Iwińskiego. Po poślubieniu Mieczysława Szymczaka przeprowadziła się do Warszawy, gdzie początkowo pracowała na stanowisku asystenta w Szkole Głównej Służby Zagranicznej, a następnie w Szkole Głównej Planowania i Statystyki. W 1962 uzyskała stopień doktora nauk ekonomicznych, przedstawiając na krakowskiej Akademii Ekonomicznej przygotowaną pod kierunkiem prof. Leonarda Liteski rozprawę pt. Wpływ wybranych antyoksydantów dodanych do papierów opakowaniowych na trwałość produktów tłuszczowych. Następnie została adiunktem w Instytucie Przemysłu Drobnego i Rzemiosła, gdzie kierowała Zakładem Gospodarki Materiałowej. W 1971 w uznaniu dotychczasowego dorobku naukowego, kolokwium oraz przedstawieniu monografii "Gospodarka opakowaniami – czynniki towaroznawcze i ekonomiczne", którą opublikowało Państwowe Wydawnictwo Ekonomiczne, uzyskała stopień doktora habilitowanego. Równocześnie została docentem w Instytucie Handlu Wewnętrznego oraz kierowała projektami badawczymi w Zakładzie Badań Kształtowania Rynku. Doceniając dorobek naukowy oraz wyniki badań prowadzonych przez kierowane przez nią zespoły Rada Państwa nadała w 1978 Jadwidze Szymczak tytuł profesora nadzwyczajnego. Objęła wówczas stanowisko zastępcy dyrektora Instytutu Handlu Wewnętrznego i pełniła je do wprowadzenia stanu wojennego, gdy za członkostwo w NSZZ „Solidarność” została zdymisjonowana. W tym samym roku zrezygnowała z pracy w Instytucie i związała naukowo z Uniwersytetem Łódzkim, gdzie rok później objęła kierownictwo Katedry Towaroznawstwa i Technologii i pełniła tę funkcję do 1997. Równolegle piastowała funkcję dyrektora Instytutu Ekonomiki Produkcji na Wydziale Socjologiczno-Ekonomicznym. W 1990 uzyskała tytuł profesora zwyczajnego, w tym czasie zainicjowała powstanie Katedry Zarządzania Jakością na zorganizowanym od podstaw Wydziale Zarządzania, a następnie kierowała tą katedrą do przejścia w stan spoczynku w 1999. W 1992 rozpoczęła równolegle pracę w poznańskiej Akademii Ekonomicznej, pełniła tam funkcję profesora zwyczajnego w Katedrze Ekonomii Stosowanej, od 1994 przez pięć lat kierowała tą katedrą. Po przejściu na emeryturę pozostała na poznańskiej uczelni jako pracownik naukowy Katedry Marketingu Produktu na Wydziale Towaroznawstwa. Nadal pozostała aktywna zawodowo na Uniwersytecie Łódzkim oraz w warszawskiej filii Społecznej Wyższej Szkoły Przedsiębiorczości i Zarządzania.
W 2004 roku została uhonorowana Polską Nagrodą Jakości w kategorii Nauka.
Pochowana na cmentarzu Powązki Wojskowe w Warszawie (kwatera C39-5-9). 

## Dorobek naukowy
Dorobek naukowy prof. Jadwigi Szymczak obejmuje ponad 250 publikacji, recenzowała wiele monografii i prac habilitacyjnych, doktorskich, wypromowała dziewięciu doktorów nauk ekonomicznych w tym prof. dra hab. Macieja Urbaniaka (kierownika Katedry Logistyki na Wydziale Zarządzania Uniwersytetu Łódzkiego) oraz dr hab. Magdalenę Ankiel, prof. UEP

## Publikacje
- Podstawy materiałoznawstwa i kontroli jakości /1967/;
- Zasady organizacji gospodarki materiałowej w przedsiębiorstwach przemysłu drobnego /1968/ (współautor Rajmund Góral);
- Gospodarka opakowaniami: czynniki towaroznawcze i ekonomiczne /1970/;
- Formy promocji sprzedaży /1974/;
- Marketing w działalności gospodarczej przedsiębiorstw /1976/;
- Metody i środki oddziaływania na rynek dóbr konsumpcyjnych /1977/;
- Działalność promocyjna jednostek gospodarczych w Polsce /1978/ (współautor Mirosław Brzostowski);
- Zasady tworzenia nazewnictwa wybranych wyrobów rynkowych /1979/ (współautor Mirosław Brzostowski);
- Metody testowania opinii konsumentów o produktach /1984/ (praca zbiorowa);
- Opakowanie jednostkowe w działaniach marketingowych przedsiębiorstw /2007/.

### Członkostwo
- Rada Naukowa Wzornictwa Przemysłowego – przewodnicząca;
- Rada Naukowa Centralnego Ośrodka Badawczo-Rozwojowego Opakowań – przewodnicząca;
- Rada Naukowa Centralnego Ośrodka Naukowego Przemysłu Gastronomicznego – przewodnicząca;
- Komisja Techniczna ds. Certyfikacji Opakowań Niebezpiecznych przy Ośrodku Badawczo-Rozwojowym Opakowań – przewodnicząca;

## Odznaczenia
- Złoty Krzyż Zasługi; (po 1990)
- Polska Nagroda Jakości im. prof. Edwarda Kindlarskiego, w kategorii Nauka;
- Nagrody państwowe i rektorów uczelni.